# 鍾錦
鍾錦（1942年—2008年1月22日），香港廚師、企業家，東海海鮮酒家及海都海鮮酒家始創人。他在飲食業屢獲殊榮，故有「錦哥」、「廚皇教父」、「廚神」、「慈善廚皇」等尊稱。

## 早年生涯
鍾錦戰後從廣東中山縣三鄉偷渡到香港，初時因只有中三學歷，只能幹一些粗活工作，如搬米、洗廁所等。工作約一年後，一次轉往酒樓當雜工的機會下，當時他不怕吃虧以及一副拚勁，得到廚師們的賞識，於是學會了不少技藝。

## 發蹟經過
然而，鍾錦亦曾有沉醉於賭博的歲月，甚至造成自己的生活也出現問題，及後獲一大師勸勉才猛然懸崖勒馬，從此戒賭，他更矢志提升廚藝技術。至1982年，他與朋友周權忠（及後二人拆伙，周先後創立鴻星海鮮酒家及金龍船海鮮酒家，鍾亦有入股支持）創業，自始開了第一家酒家──東海海鮮酒家，從此建立其酒樓生意之王國。
鍾錦多年來一直努力鑽研傳統粵菜，並加以融合各省風味以至世界各國的不同食材，使粵菜得以變化萬千。同時他亦勇於創新，如曾留意到市場的纖體熱潮及較以往著重健康而創出迷你月餅以及六黃蓮蓉月餅等，且每年中秋前夕仍不斷創出各式以特色材料製作之月餅，其他大膽菜色食品還包括龍蝦刺身、飯焦魚翅等，因而大受歡迎，更被譽為新派粵菜大師。他的酒家亦故生意不絕，客似雲來。
鍾錦一生獲獎無數，早在1985年，鍾錦在北京首獲中國烹飪協會頒予「全國至高榮譽金牌廚師」之名銜。1996年，他的名字登上了世界亞太區名人榜。2005年2月，他在中國廣州舉行的第三屆法國國際廚皇美食大會中獲頒「中國廚皇教父」稱號。同年5月，再獲「亞太區廚皇教父」之榮銜，為世界上首位華人獲得此榮耀。與此同時，在其酒家的宣傳中包括電視廣告，鍾錦亦不時親自演出，加強了他在大眾中的印象，他亦每每掛起自己獲取過的獎牌，顯示他獲獎次數之多，酒家亦因此以他為「生招牌」。
隨著時日發展，加上經營有道，鍾錦旗下的酒家亦屢開分店，更打進中國大陸市場，建立起東海‧海都酒家(香港集團)及東海‧海都酒家(中國集團)兩連鎖酒樓集團，目前中、港兩地共有10家分店。在鍾錦的帶領下，東海海鮮酒家多次獲得在香港食品節「中西美食大獎」的至高榮譽獎項，而海都海鮮酒家則於1994年被《國際先驅論壇報》的評選指為全球最佳食肆的第四名。
鍾錦亦收下不少徒弟，部份離開香港發展，散佈海外，亦有一些留在香港發展，更自立門戶，與鍾錦經營同業，然而並卻毫不介意，更常鼓勵後輩，因而他對行內有不少影響性，故被專為「廚皇教父」。鍾錦之首徒既唯一入室弟子楊克鳴繼承了他的事業及廚藝，現為東海‧海都酒家(香港集團)及東海‧海都酒家(中國集團)執行董事暨行政總裁，亦獲多個國際廚藝榮譽。鍾錦因出生草根，加上以打工起家，因此對待員工優厚，常常論功行賞，且出手闊綽故員工以賣力見稱且流失率低。

## 經營危機
鍾錦在酒樓生意上為他累積了一筆財富，卻因投資過度，在1997年的亞洲金融危機中被股市暴跌而拖累，一晚便使他失去了過億的資產，幾近破產。及後，他幾經努力，終度過危難，卻在2003年遇上另一次災難。當時，受SARS事件影響，股市、樓市大瀉，香港市民更不敢出外消費，市面一片蕭條，致使香港酒樓業首當其衝，其時不少酒家倒閉，東海亦難逃受影響的行列，生意跌至一成，鍾錦立然發出2000萬港元的遣散費給旗下絕大部份員工，方保得下東海。
晚年時，鍾錦將他手上不少酒樓股份轉讓，只保留東海、海都酒樓業務的行政總裁一職，惟酒樓的廣告仍繼續以他作招徠。

## 社交生活
據《星島日報》報導，鍾錦身前憑藉毅力及大膽創新成功，性格卻十分隨和。他平日打扮愛穿西裝（長袖外套、相配的長褲、皮鞋）配T恤，不過卻不喜歡穿襪子。他亦好親力親為，而經常親自巡視各分店業務，沒有擺出大老闆的架子。鍾錦出遊海外，當遇上有食肆用上以「東海」為商標，不時會進店光顧甚至作一些指點，囑咐他們要努力經營，打趣說千萬不要弄倒他的「金漆商標」。
鍾錦喜歡跳社交舞，卻是中年才學舞，有「飲食界舞王」之稱，早年曾在徐小鳳的演唱會上展露其探戈、華爾滋舞姿。

## 低調離世
其生前好友梁玳寧指鍾錦在生前已在跑馬地的私立醫院養和醫院臥病，及後於2008年1月22日在該處病逝，享年66歲。而鍾錦的家人希望低調處理其身後事，故未對外宣布死訊，及至27日方獲傳媒報導。
香港著名國際級大廚楊貫一表示與鍾錦相識超過30年，並指對方近年身體虛弱多病，患上糖尿病。又說，鍾錦性格堅強、善良，樂於助人，對香港飲食業貢獻良多，且桃李滿門，有數十名徒弟與其非常投契，對好友病逝感到突然及惋惜。
知名食家黃雅歷指，認識鍾錦十多年，對他的印象是一位「好好先生」，愛跳交際舞，廚藝富創意，是飲食界的模範，早年好賭，戒賭後繼而學廚奮發。

## 曾獲榮譽
- 中國烹飪協會至高榮譽金牌廚師獎，1985年
- 世界亞太區名人榜，1996年
- 法國美食會Cordons Bleus 藍帶勳章，2003年
- 法國國際廚皇美食會「亞太區廚皇教父」及 「中國廚皇教父」，2005年
- 法國國際廚皇美食會名譽會長暨美食博士，2005年
- 世界中餐名廚交流協會（世中廚會）永遠名譽主席及「慈善廚皇」，2007年